# Edenhof (Penzberg)
Edenhof (veraltet Oedenhofen/Ödenhof und Ehrenhof) ist ein Stadtteil der oberbayerischen Kleinstadt Penzberg im Landkreis Weilheim-Schongau. Der Weiler liegt circa 1,5 Kilometer südöstlich vom Penzberger Stadtkern erhöht auf einem Faltenmolasseriegel.

## Geschichte
Die zwei Edenhofer Höfe gehörten bis 1554 dem Kollegiatstift Habach, dieses tauschte es dann am 6. September gegen zwei Huben in Hofheim und die Thomamühle bei Habach mit dem Kloster Benediktbeuern. Im Urbar des Klosters aus dem 17. Jahrhundert werden drei Höfe genannt; die Aufteilung erfolgte wohl um 1648. Im Stiftsbuch von 1692 werden zwei Viertelhöfe und ein halber Hof und 1756 zwei 3⁄8-Höfe und ein Viertelhof beschrieben.
Edenhof gehört seit jeher zur katholischen Pfarrei St. Georg Sindelsdorf, die einst dem Habacher Stift inkorporiert war.
| Jahr | Einwohner | Gebäude (ab 1885 nur Wohngebäude) |
| ---- | --------- | --------------------------------- |
| 1818 | 18        | 2                                 |
| 1825 | 14        | 3                                 |
| 1861 | 26        | 3                                 |
| 1871 | 21        | 9                                 |
| 1885 | 30        | 3                                 |
| 1900 | 25        | 3                                 |
| 1925 | 34        | 3                                 |
| 1950 | 26        | 3                                 |
| 1961 | 19        | 3                                 |
| 1966 | 27        |                                   |
| 1970 | 22        |                                   |
| 1987 | 21        | 3                                 |

In Edenhof befindet sich ein denkmalgeschützter Getreidekasten, erbaut Ende des 16. Jahrhunderts (Lage).

## Persönlichkeiten
- Joseph Anton Carl (1725–1799), Chemieprofessor und Mediziner, geboren in Edenhof[14]